# 南京新报
《南京新报》，是1938年8月1日中华民国维新政府在南京创办的报纸，后被汪精卫政权接受，1941年10月改名为《民国日报》，1945年初改名为《中央日报》（第六章第四节）。
1945年7月7日头版刊发《日军歼敌两千余》，称日军“士气高昂”，8月13日刊发《杜绝流言安定人心，驻华日军发表声明》，8月16日上午，以《日接受波兹坦宣言，天皇颁发大诏阐明护国热忱》报道日本投降，并刊登社论《大家坚守岗位！》。当晚，被周镐成立的国民政府军事委员会京沪行动总队南京指挥部接管，次日改名为《建国日报》，出版抗战胜利专号。8月18日晨，在蒋介石的命令下，周镐被冈村宁次软禁，《建国日报》仅出版一天即夭折（第七章第一节）。